# Parque Posadas
El Parque Posadas es un extendido complejo habitacional ubicado en el barrio Aires Puros de la ciudad de Montevideo, Uruguay. Se comenzó a construir en 1969 y sus primeros apartamentos fueron entregados a partir del 25 de agosto de 1973, aunque el Complejo no se inauguró oficialmente hasta dos años más tarde, el 25 de agosto de 1975.

## Características

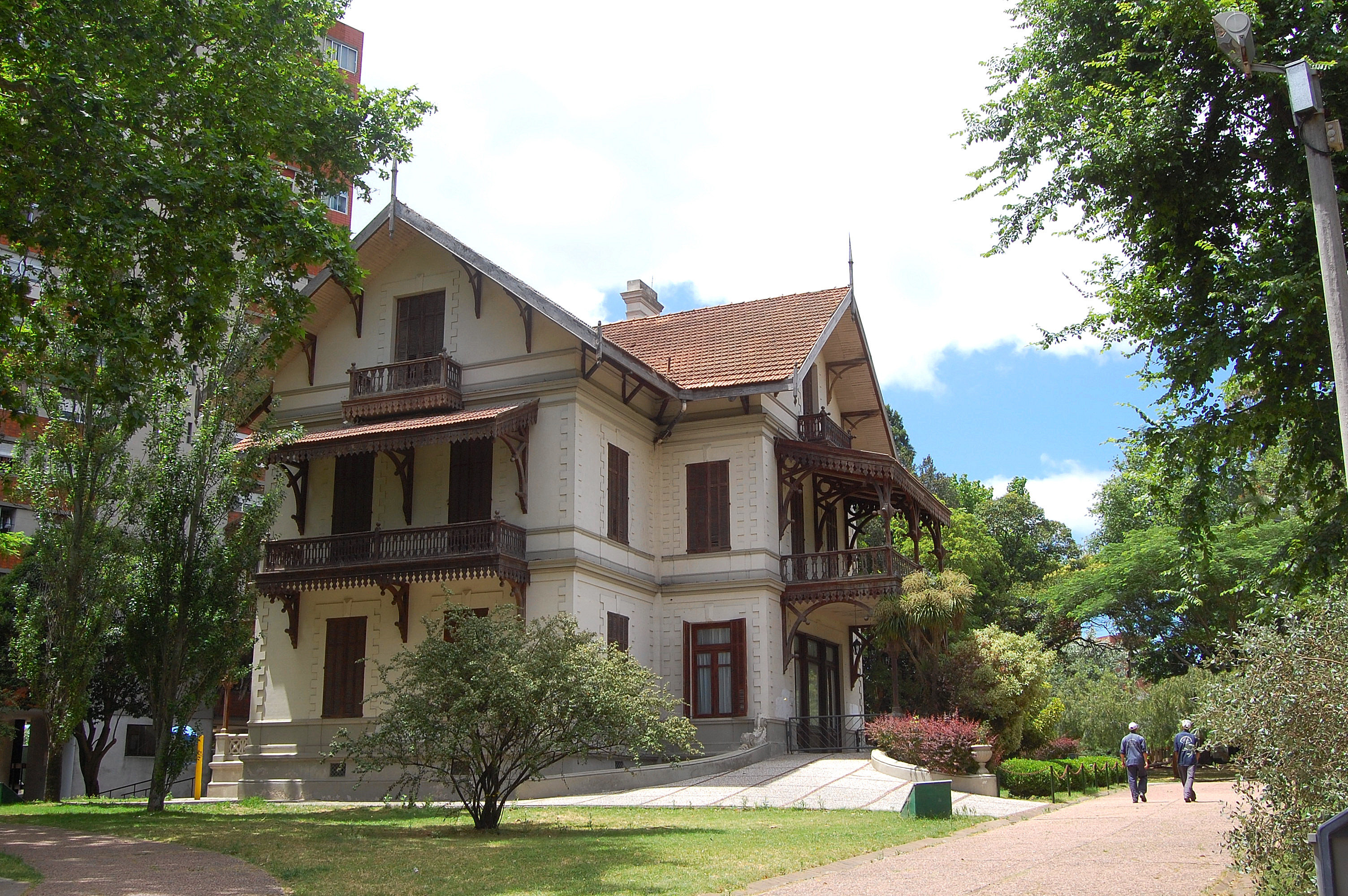
La antigua Quinta de Posadas ubicada dentro del mismo.

El Parque cuenta con un salón comunal, una biblioteca, un centro comercial donde se pueden hallar supermercados, gimnasios, papelerías, tiendas de artesanías, restaurantes, relojerías, cibercafés, etc. y una escuela. En sus alrededores también se encuentra ubicado un liceo y un importante supermercado de la cadena Tienda Inglesa. El complejo está formado por 10 bloques de edificios, cada uno de los cuales se encuentra compuesto por 6 o 7 torres de 13, 14 o 15 pisos y está rodeado de antiguas residencias y casas quintas.
Más de 9000 personas viven en los 2051 apartamentos de las 61 torres que ocupan el Parque, que ocupa un área de 11 hectáreas. El 60% de ellos son propietarios, y la morosidad en los gastos comunes se encuentra por debajo del 20%. La biblioteca del Parque Posadas cuenta con 35 mil volúmenes, lo que la convierte en una de las bibliotecas privadas más grandes de Uruguay.

## Gobierno
El Parque Posadas posee una Asamblea Central de Gobierno, constituida por un representante de cada torre, más el presidente, el vicepresidente y el secretario. Cada torre tiene, a su vez, un gobierno autónomo, constituido por tres integrantes. El administrador de cada torre es el delegado de la asamblea, que delega, a su vez, a un contador para ocuparse de la administración general.

## Historia
La idea original de construir un complejo habitacional en esta zona del departamento surgió de la elaboración de un programa destinado a darle vivienda a 400 adultos mayores, con toda clase de servicios, como médico, cine, gimnasio, bibliotecas, lugares de esparcimiento y compras. Sin embargo, para 1969, cuando fue aprobado el Plan Nacional de Vivienda, ya no era posible utilizar ese enorme predio de 11 hectáreas para albergar a tan pocas personas, por lo que comenzó la idea de utilizar ese predio como un lugar ideal para la construcción de viviendas, debido a su ubicación céntrica, la existencia de muchos servicios en el área, su forestación, etc. De esta manera se diseñó un plan piloto que previó la construcción de 2.051 apartamentos con una capacidad habitacional para 10 000 personas. 
Lleva el nombre de la familia Posadas, propietaria original del predio.
El Centro Habitacional Parque Posadas fue ideado y construido considerando varios elementos, especialmente la preocupación por preservar un excelente soleamiento y bordear el terreno con el objetivo de generar un microclima que protegiera los árboles más añosos.
En los comienzos del Parque, hubo muchísimas propuestas, y los vecinos tuvieron mucha iniciativa en lo que tenía que ver con la implementación de espacios comunes como cancha de fútbol, de básquetbol y la creación de un parque infantil, y también en la creación de una biblioteca y un periódico llamado "La Voz del Parque", que informaba de todas las actividades organizativas de la Comisión y de la Mesa Central, actividades deportivas, actividades culturales, etc.
Paralelamente, tenían cabida una multiplicidad de actividades, principalmente relativas a festejos: Día del Parquense, Día de la primavera, cumpleaños de las torres, reunión a fin de año entre las torres, etc. que tenían como objetivo el de la integración de todos los habitantes del complejo.